# پی‌چلو
روستای پیچلو از روستاهای توابع استان مازندران، بخش کجور و شهرستان نوشهر است این روستا در ۳۰ کیلومتری جاده چالوس، پل دوآب، بخش کجور، در مجاورت شهر تاریخی کجور قرار دارد.
از مزایای این روستا می‌توان به آب و هوای بسیار عالی و تمیز آن اشاره کرد، فصل بهار و تابستان بسیار خنک و دلچسب و پاییز و زمستان پر باران و برف می‌باشد.

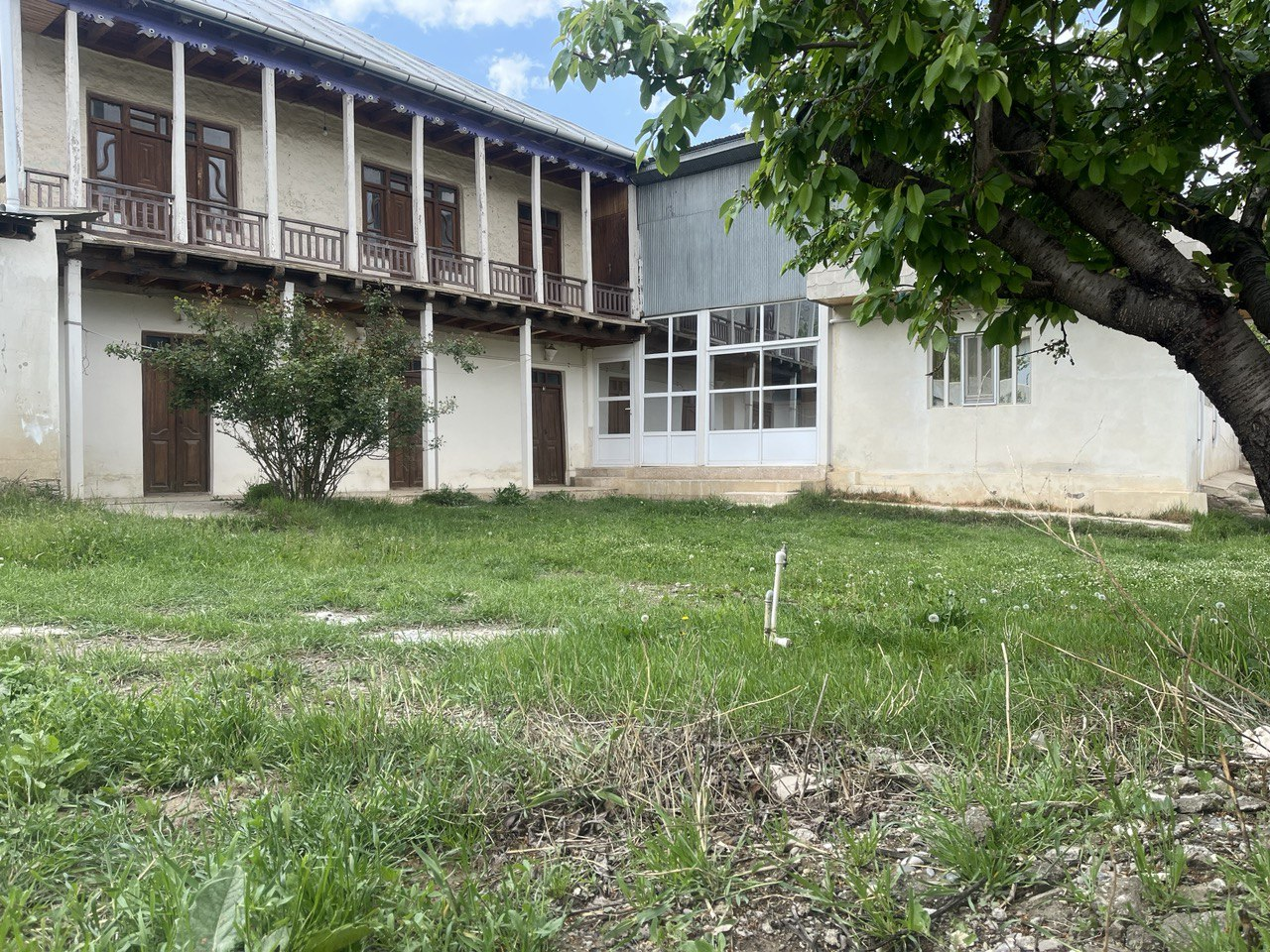
خانه حاج نورعلی ترک پیچلو از فرزندان حنیفه خان

## جمعیت

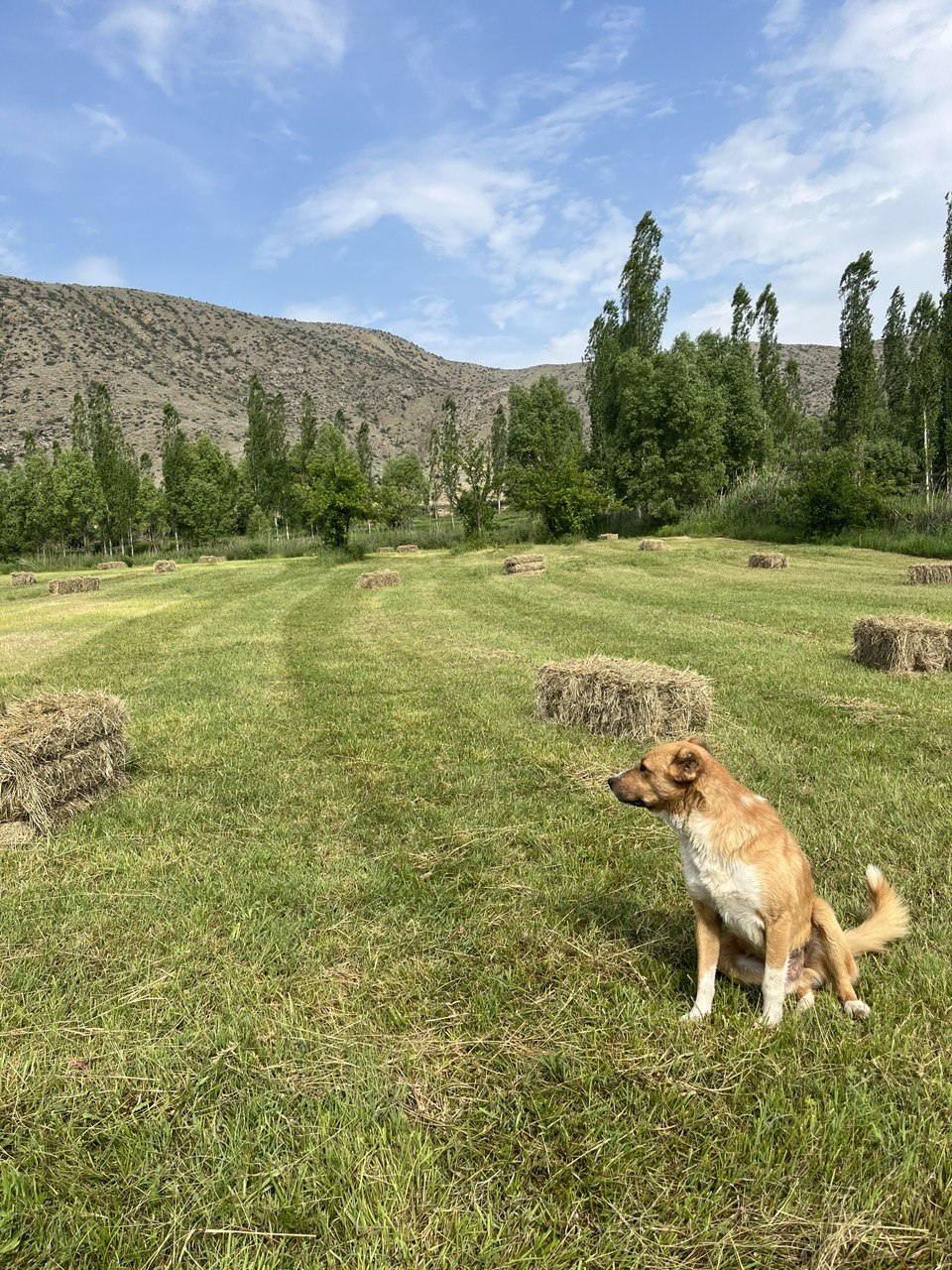
نمایی زیبا از زمین های حاصلخیر روستای پیچلو

جمعیت ساکن روستا در حال حاضر حدوداً ۵۰ نفر و جمعیت غیر ساکن روستا در ایام تعطیلات و خصوصاً ایام محرم به بیش از ۵۰۰ نفر افزایش پیدا می‌کند. مردم بومی پی‌چلو از قومیت طبری هستند. مردم بومی پی‌چلو به زبان طبری و گویش کجوری سخن می‌گویند.
این روستا در حدود ۷۰خانوار دارد. بومیان این روستا از قوم طبری هستند و به زبان طبری سخن می‌گویند. مهاجرین این روستا کردها و لک‌های تبعید شده از مناطق کردنشین و لک نشین ایران مانند کرمانشاه و کردستان هستند و به گویش خواجوندی صحبت می‌کنند.
در سالهای اخیر، به دلیل خوش آب و هوا بودن و دنج بودن این روستا، مردمان غیر بومی از شهرهای دیگر نظیر تهران و اصفهان با ساختن خانه و ویلا در ایام تعطیل و خصوصا فصل بهار و تابستان در این روستا ساکن شده اند.
فصل بهار زیبا و دیدنی و تابستان سرسبز و بسیار خنک می باشد بطوریکه حتی در این فصل ممکن است از فرط سرما به سراغ بخاری یا شومینه بروید.
پاییز پر بارش و زمستان پر برف و سفید پوش می باشد.
تاریخچه

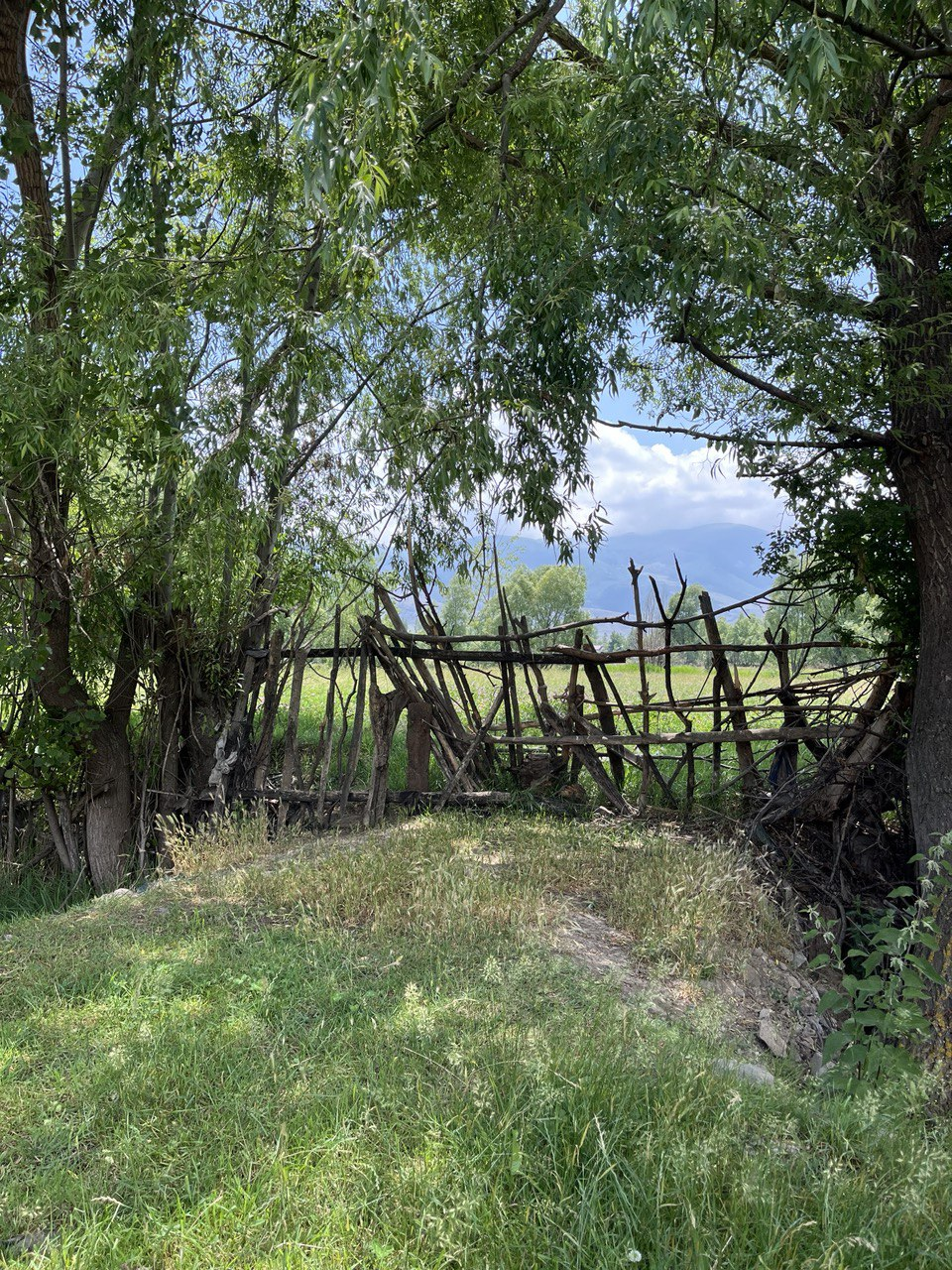
زیبایی های پیچلو

قدمت این روستا به دوران قاجار و پادشاهی ناصرالدین شاه قاجار بر می گردد، حنیفه خان یافت آبادی از بازاریان بنام بازار تهران بود و همچنین از همفکران و یاران میرزارضای کرمانی بود، پس از ترور ناصرالدین شاه توسط میرزا رضای کرمانی، حنیفه خان از بیم دستگیری، مخفیانه به منطقه کجور مهاجرت کرد و در محل کنونی روستای پیچلو سکنی گزید. خانواده های ترک پیچلو و نصراللهی این روستا از نوادگان حنیفه خان یافت آبادی می‌باشند.

## سوغات پیچلو
فعالیت اصلی مردمان ساکن روستا دامداری و کشاورزی است.
محصولات لبنی محلی نظیر ماست، کره و دوغ محلی و همچنین نان محلی این روستا زبانزد همه است.
همچنین بهترین لحاف‌های مازندران توسط مشهدی دلاور که ساکن این روستا است دوخته می‌شود و در تهران نیز طرفداران بسیاری دارد.

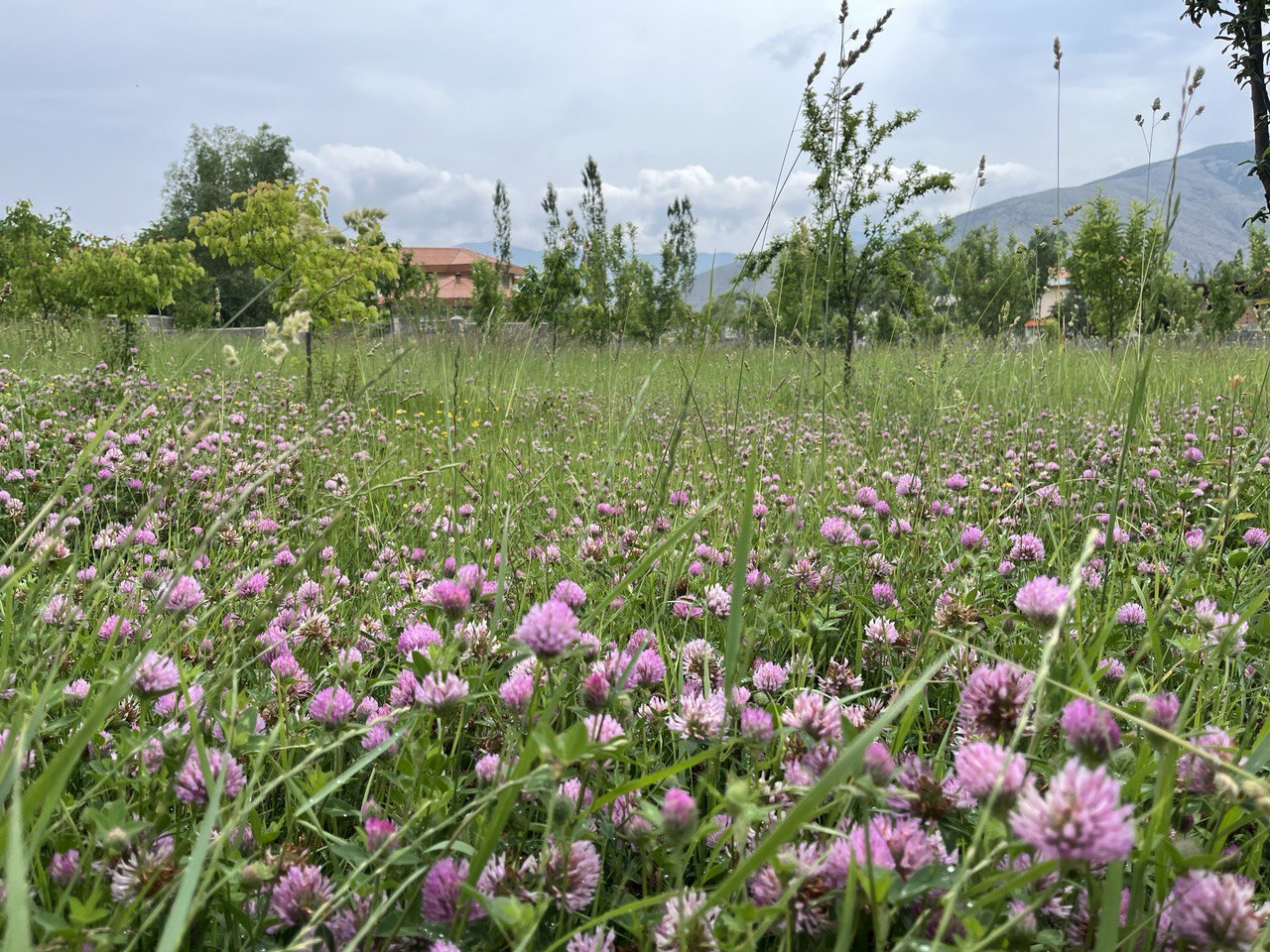
زیبایی های پیچلو 1

## افتخارات
این روستا ۳ شهید در جنگ ۸ساله با عراق به میهن تقدیم کرده‌است و چندین آزاده و جانباز نیز دارد.
ساکنین این روستا توانسته‌اند فرزندان تحصیلکرده ای را به جامعه ایران تقدیم کنند. نظیر پزشک، مهندس، وکیل دادگستری، استاد دانشگاه، صنعتگر و…
اکثر پیچلویی‌های ساکن تهران در صنعت سماور سازی مشغول می‌باشند و آنها از پیشگامان این صنعت بوده‌اند.